# Rickenbacker
Rickenbacker es una de las marcas más antiguas de guitarra eléctrica. La firma tiene su casa central en Santa Ana, California y todos sus productos se fabrican allí. Es una compañía que fabrica la mayor parte de su producción dentro de los Estados Unidos, característica que determina la alta calidad de los productos y los precios.

## Fundación
La compañía fue fundada con el nombre de Ro-Pat-In Corporation (ElectRo-Patent-Instruments), por Adolph Rickenbacher y George Beauchamp, inicialmente para fabricar guitarras hawaianas eléctricas. Como nombre comercial para sus guitarras eligieron Rickenbacher, luego cambiado a Rickenbacker.
Estos instrumentos recibieron el sobrenombre de frying-pan guitars (guitarras sartén), debido a sus largos mástiles y cuerpos circulares. Se las considera como las primeras guitarras eléctricas macizas, aunque no eran guitarras estándar, sino de tipo lap steel. Tenían pastillas enormes, con un par de magnetos con forma de herradura que pasaban sobre las cuerdas. Para el año 1939, en el cual dejaron de producirse, se habían fabricado 2700 unidades.

## Comienzos
Rickenbacker continuó especializándose en steel guitars en 1950 pero, con el boom del rock and roll, sus producciones comenzaron a incluir guitarras estándar (acústicas y eléctricas). En 1956, Rickenbacker introdujo dos instrumentos de tipo "neck through body" (mástil dentro del cuerpo). Esa construcción se transformó en estándar para la compañía en sus modelos Combo 400 guitar y el modelo 4000 de bajo.
En 1959, Rickenbacker introdujo la serie "Capri", incluyendo guitarras semiacústicas con doble recorte (cutaway), que se transformaría en la famosa Serie 300. En 1964, Rickenbacker desarrolló una guitarra eléctrica de 12 cuerdas con un diseño de pala innovador, que permitía colocar las 12 clavijas en una pala de tamaño normal. Esto se logró montando alternadamente pares de clavijas en cierto ángulo con las demás.

## Guitarras

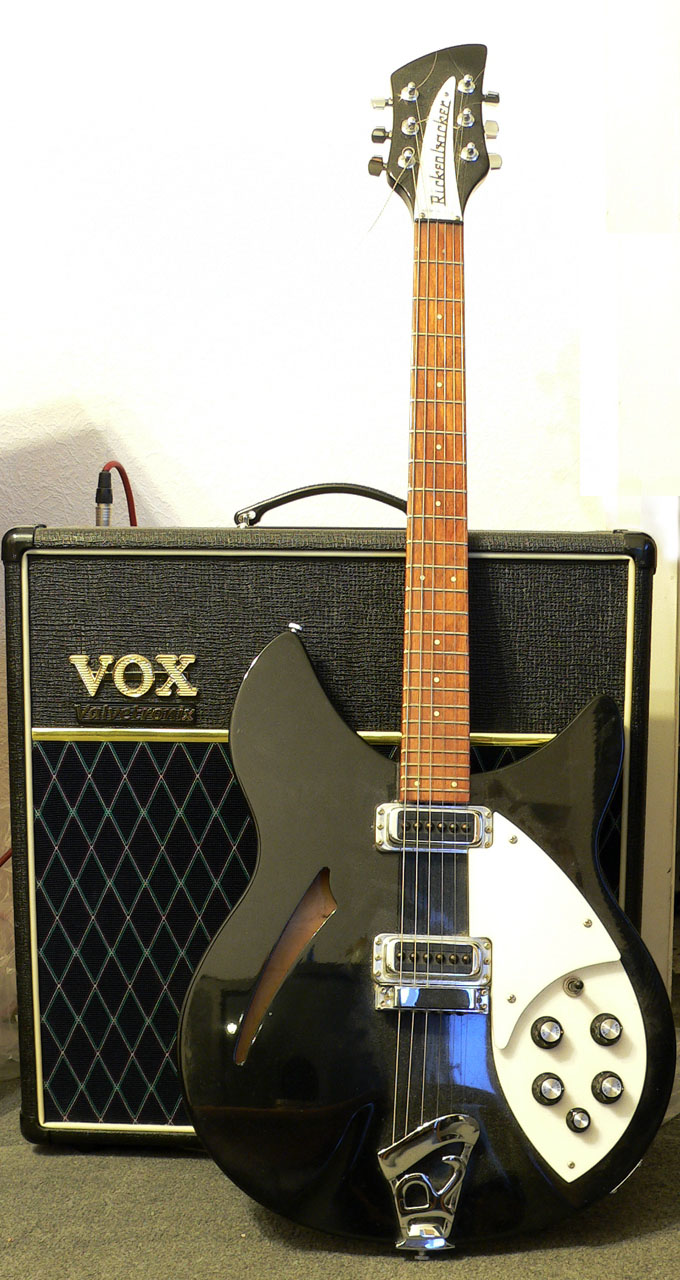
Rickenbacker 330JG.

Durante los años 1960, Rickenbacker obtuvo un sólido respaldo cuando un par de sus modelos quedaron permanentemente asociados con el sonido y la imagen del grupo de rock más popular de la década, y probablemente el más influyente de la historia, The Beatles.
En 1960, el entonces desconocido John Lennon compró en Hamburgo una 325 Capri, la cual fue usada desde los primeros años de The Beatles hasta en la famosa aparición de Los Beatles en el "Show de Ed Sullivan" (The Ed Sullivan Show).
A partir de allí, Lennon utilizó algunas otras variaciones posteriores del modelo 325 como un nuevo ejemplar (fabricado para él especialmente) a principios de 1964, otra versión de 12 cuerdas, y una 1996 (denominación del modelo 325 cuando era exportado a Inglaterra).
Por su parte, George Harrison compró una 425 en 1963, y en febrero de 1964, mientras Los Beatles estaban en New York, Rickenbacker le regaló a Harrison el segundo ejemplar del modelo 360/12 (la novedosa guitarra de 12 cuerdas). Este instrumento se transformó en una parte clave del sonido de Los Beatles en el álbum "A Hard Day's Night" a mediados de 1964 y siguió siendo usado por Harrison durante el resto de su vida. En agosto de 1965, Harrison fue nuevamente obsequiado con un modelo 360 de 12 cuerdas, este segundo ejemplar era de los entonces llamados "Nuevo Estilo" (New Style), el cual utilizó durante sus giras con el grupo hasta que fue robado de los estudios de Abbey Road en el año 1969.
Aunque no extremadamente fácil de ejecutar (las 12 cuerdas están dispuestas en un diapasón de tamaño normal) este modelo sigue siendo muy popular ya que posee una característica única, el verdadero sonido "12 string Rick sound", uno de los sonidos más distintivos en la música rock desde 1964.
De mediados de los 60 a mediados de los años 1970 Paul McCartney, también de Los Beatles, utilizó un bajo Rickenbacker modelo 4001s (variación del modelo 4001, del que se distingue por no tener ribetes, y marcas de punto en el diapasón, en lugar de las triangulares) (mirar más abajo).
Otros famosos usuarios de guitarras Rickenbacker han sido o son: Roger McGuinn de The Byrds, Pete Townshend de The Who, John Fogerty de Creedence Clearwater Revival, Carl Wilson de los Beach Boys, Álvaro Henríquez de Los Tres, Tom Petty de Tom Petty and the Heartbreakers, Paul Kantner de Jefferson Airplane, Johnny Ramone de Ramones y Per Gessle de Roxette.
A principios de los años 1970 las guitarras Rickenbacker cayeron en desuso, aunque no así los bajos, los cuales formaron parte del sonido característico de la década. De todas formas, esto no fue por mucho tiempo, ya que a fines de esa época y durante los años 80 renacieron como símbolo de muchas bandas de New Wave y jangle pop. Entre los músicos que resucitaron estas guitarras fueron Paul Weller de The Jam, Johnny Marr de The Smiths, Peter Buck de R.E.M. y Susanna Hoffs de The Bangles.
Hoy por hoy, ya se han convertido en un clásico, e incluyen su propia serie.

## Bajos

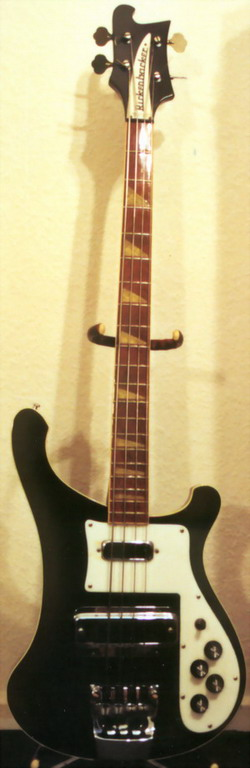
Rickenbacker 4001JG.

Los bajos "4000 series" fueron los primeros modelos de bajo lanzados por Rickenbacker. Los 4000 fueron seguidos (en 1961) por los hasta hoy populares 4001, los 4002 fueron introducidos en 1977, pero después descontinuados después de 100 o menos modelos introducidos; el 4008, un modelo de ocho cuerdas fue introducido a mediados de los 70. La más reciente versión de bajos lanzada por la compañía es la 4004 series. También se ensambló la serie 4005, la cual era una versión con cuerpo semisólido y estéticamente no tenía parecido a los otros bajos de la serie 4000, sino más bien a una guitarra Rickenbacker. Fue sacada de producción en los 80's.
Los bajos Rickenbacker tienen un tono particular, propio de la marca. Los bajos de las series 4000 son ensamblados con una configuración neck-through para lograr una mayor prolongación de la resonancia debido a la rigidez del instrumento. Una versión más barata, 3000 series, fue construida desde mediados de los años 1970 hasta la mitad de los 80's. Dichos instrumentos estaban construidos con el mástil atornillado al cuerpo.

### Usuarios
Dos de los primeros usuarios de bajos Rickenbacker fueron Paul McCartney; quizás el bajista más influyente de los '60s tocando en el grupo más famoso del rock, y Peter Quaife de The Kinks, que tocó para uno de los más populares y aclamados grupos de la British Invasion. McCartney usó un 4001S en Rubber Soul de 1965, Revolver (1966) y el álbum de Sgt. Pepper's Lonely Hearts Club Band, el clásico sonido Rickenbacker se puede escuchar en la canción de "with a little help from my friends".
Con respecto a la época del rock psicodélico, Roger Waters de Pink Floyd, usó un bajo Rickenbacker 4001S, durante la primera etapa de la banda, con Syd Barrett, hasta 1968, por la época en que Barrett es reemplazado por David Gilmour, cuando empieza a utilizar una Fender Precision Bass. A partir del 68' con la posterior escena del rock progresivo, se destacaría el sobresaliente bajista Chris Squire quien con una Rickenbacker 4001 revoluciona su utilización con una potente amplificación y distorsión de su sonido tan característico. Más tarde, famosos bajistas como Alan Davey y Lemmy Kilmister, ambos de Hawkwind y el segundo, después como Motörhead, al igual que Joey DeMaio de Manowar también utilizarían modelos 4001.
En la época del glam rock de comienzos de los años 1970, el modelo 4001 fue usado por Martin Gordon, Sal Maida e Ian Hampton. Estos tres llegarían a tocar con Sparks, y, de cada uno, el primero con Jet y Radio Stars, el segundo con Milk 'N' Cookies y Roxy Music, y el último con The Jook.
Así, estos bajos no fueron tan comunes entre bandas punk/new wave explosion de los años 1970 y 80's, aunque hay unas notables excepciones: Glen Matlock en sus primeros días con The Sex Pistols, antes de usar una Fender Precision Bass. Bruce Foxton de The Jam tocaba un Rickenbacker 4001 en los dos primeros álbumes de la banda (ambos lanzados en 1977). Esto es debido en parte a la tendencia de la banda a emular el look y el sonido de los 60, influenciado por personajes como Pete Townshend y su identificable afinidad hacia Rickenbacker (a la vez que Paul Weller también usaba su guitarra eléctrica de la misma marca durante toda la existencia del grupo). Foxton luego pasaría a ejecutar un Fender Precision Bass. Paul Simonon de The Clash usó un Rickenbacker negro, que recibió como regalo de Patti Smith. Martin Gordon de Sparks continuó usando su Rickenbacker 4001 en sus días con Radio Stars. Su uso llegó hasta en estilos como el synthpop, con Andy McCluskey, bajista y cantante principal de OMD. Otros usuarios: Peter Hook (Joy Division, New Order), John Taylor (Duran Duran), Phil Lynott (Thin Lizzy), pero después decidió emplear la Fender Precission Bass), Tracy Pew (The Boys Next Door, The Birthday Party, Nick Cave and the Bad Seeds), Cliff Burton (Metallica), Glenn Hughes en su etapa final con Deep Purple, Geddy Lee de Rush hasta mediados de los 80 en que cambió a Wal y posteriormente a Fender, marca con la que actualmente toca.
En la actualidad varios músicos continúan usando Rickenbackers, incluyendo a Russell Leetch de Editors, Bob Hardy de Franz Ferdinand, Chris Wolstenholme de Muse Mike H. de The Bravery, Dean Turner de Magic Dirt, Nikolai Fraiture de The Strokes, Mattias Bernvall de The Hives, Chris Ross de Wolfmother, Chris Joannou de Silverchair, Tim Commerford de Rage Against the Machine y de Audioslave, Nick O'Malley de Arctic Monkeys, y Scott Reeder en su época con Kyuss también se les ha visto utilizarlos ocasionalmente. El bajista Gary 'Mani' Mounfield usó un Rickenbacker 4005 en sus días con los Stone Roses. Lemmy Kilmister de Motörhead y Cliff Burton de Metallica usaron bajos Rickenbacker en sus años de vida. También Guillermo Sánchez (bajista de Rata Blanca) uso uno en el Rock BA 2014.

## Modelos notables
Algunos de los modelos más populares de Rickenbacker son los siguientes:
- 325 - Guitarra de seis cuerdas usada por John Lennon. Tiene un cuerpo semi-hueco pero sin agujero de sonido.
- 330 - Guitarra de seis cuerdas de cuerpo semi-hueco, con el tradicional agujero de sonido.
- 360 - Versión de seis cuerdas de lujo del modelo 330, con las mismas características básicas pero con output estéreo y cuernos más redondeados.
- 360/12 - Con los mismos atributos de lujo que el modelo 360 pero de doce cuerdas. Rickenbacker considera este modelo como "la guitarra eléctrica de doce cuerdas más popular del mundo". Fue hecha famosa en los '60s por George Harrison y por quien probablemente es el guitarrista de doce cuerdas más prestigioso de todos los tiempos, Roger McGuinn. (see 360/C63 below for exact Harrison replica)
- 620, 620/12 y 660/12 - Usados por Tom Petty y Mike Campbell, de Tom Petty and the Heartbreakers
- 1993/12 - Versión menos lujosa de exportación británica del modelo 360/12] Pete Townshend)
- 4001 - El bajo hecho famoso por Paul McCartney
- 4003 - Versión de lujo del anterior.

### Otras guitarras
- 330F - Desde finales de los 50 y hasta la década de los 60 Rickenbacker experimentó con la fabricación de guitarras de jazz de cuerpo hueco, con el aspecto característico de la marca, pero que también pudiera ofrecer los tonos de jazz suaves y graves de una Gibson ES-175 o una Gretsch 6120. En su nomenclatura, una guitarra de cuerpo entero ("full body") o "cuerpo F". Entre 1958 y 1968 fabricó un total de 145 guitarras de cuerpo "F" de las cuales sólo 17 fueron el modelo 330F, por lo que son muy apreciadas por los coleccionistas.[11] La caja hueca de esta guitarra tenía una profundidad de 6'5 cm, con un solo corte en su la parte superior frontal y el color del acabado era tipo sunburst o natural. En la electrónica montaba dos pastillas tipo "toaster" con 4 controles de ajuste, y mandos con forma de diamante o rombo central en relieve, montados en un subnivel en el que estaba dividido el golpeador dorado.[12]
- 360/12C63 - Mientras que el modelo 360/12, como la mayoría de guitarras Rickenbacker, ha sido modificado ligeramente con el paso de los años, el modelo 360/12C63 ha sido construido para que su diseño se mantenga igual siempre, como una réplica del modelo de 1963 utilizado por George Harrison durante el periodo de 'A Hard Day's Night'.
- 480 - Es simplemente una versión 6 cuerdas del modelo 4000 de bajos.
- 600 series electric guitars (Serie cuerpo sólido)  Archivado el 12 de abril de 2010 en Wayback Machine.
- 700 series (Serie acústica) Archivado el 28 de abril de 2020 en Wayback Machine.